# Ente (banda)
Ente es una banda ecuatoriana de death metal, formada en 1991.

## Inicios
La agrupación fue fundada por el baterista Igor Icaza y el cantante Fabián Paocarima,  quienes tras haber formado una primera banda conocida como Bestia Negra en la ciudad de Latacunga, capital de la provincia de Cotopaxi, en septiembre de 1991 consolidan su nueva alineación junto a los guitarristas Nelson Rodríguez, Niel Pacheco y el bajista Omar Ortiz, presentándose bajo el nombre de Obertura hasta 1995.

## Trayectoria
A mediados de 1995, un año después de publicar su primer demotape Mortaja Social y tras la incorporación de Pablo Morales como nuevo bajista y la posterior inclusión de Gabriel Tapia como nuevo cantante, la banda adopta el nombre definitivo de Ente, participando en 1997 del disco compilatorio Ecuador Subterráneo, junto a las agrupaciones locales Mortal Decision, Basca, Total Death y Chancro Duro.
Tras diversos shows en el circuito underground ecuatoriano, en 2003 la banda lanza un larga duración homónimo, con Neil Pacheco y Nelson Rodríguez en las guitarras e Igor Icaza en la batería. En 2005 le sigue el EP Pseudo Cadaver Beings, en esta ocasión con temas en inglés interpretados por un nuevo cantante, Juan Arévalo y otro bajista, James Sloan, quién colaborara con Wizard y Blaze. El 4 de diciembre de ese año debutan en el festival internacional Quito Fest, junto a las bandas locales SIQ, Descomunal y Muscaria.
En julio de 2012, Ente lanza Trastornado instrumento de sangre, álbum con el que emprenden una gira por Europa, esta vez con Daniel Cisneros como vocalista.
En 2019 edita su última producción discográfica, Nacido muerto, con temas como "The Punishment Sanctuary", "Transgresión" y "Remanentes".

## Alineación
Igor Icaza (batería) 
 Daniel Cisneros (voces) 
 Germán Mora (bajo) 
 Nelson Rodríguez (guitarra)
 Javier Enríquez (guitarra) 

## Discografía
Obertura
- Mortaja Social (demo, 1994)

Ente
- Morada de Dioses (demo, 2002)
- Ente (2003)
- Pseudo Cadáver Beings (EP, 2005)
- Trastornado instrumento de Sangre (2012)
- Brutal Compilación (2017)
- Nacido Muerto (2019)
- Nacido Muerto (En vivo) (2021)